# Pierre Couquelet
Pierre Couquelet (ur. 7 sierpnia 1964 w Liège) – belgijski narciarz alpejski, uczestnik Zimowych Igrzysk Olimpijskich 1984.

## Osiągnięcia

### Igrzyska olimpijskie
| Miejsce | Dzień     | Rok  | Miejscowość | Konkurencja | Czas biegu  | Strata   | Zwycięzca    |
| ------- | --------- | ---- | ----------- | ----------- | ----------- | -------- | ------------ |
| DNF     | 19 lutego | 1984 | Sarajewo    | Slalom      | -           | -        | Phil Mahre   |
| 35.     | 14 lutego | 1984 | Sarajewo    | Gigant      | 2:58,59 min | +17,41 s | Max Julen    |
| 40.     | 16 lutego | 1984 | Sarajewo    | Zjazd       | 1:52,40 min | +6,81 s  | Bill Johnson |

### Mistrzostwa świata juniorów
| Miejsce | Dzień   | Rok  | Miejscowość | Konkurencja | Czas biegu  | Strata   | Zwycięzca        |
| ------- | ------- | ---- | ----------- | ----------- | ----------- | -------- | ---------------- |
| 41.     | 4 mqrca | 1982 | Auron       | Zjazd       | 1:41,83 min | +5,72 s  | Franck Piccard   |
| 44.     | 6 marca | 1982 | Auron       | Gigant      | 2:35,67 min | +11,00 s | Günther Mader    |
| 26.     | 7 marca | 1982 | Auron       | Slalom      | 1:37,30 min | +9,41 s  | Johan Wallner    |
| 11.     | 7 marca | 1982 | Auron       | Kombinacja  | ?           | ?        | Guido Hinterseer |